# Friedrich Dollmann
Friedrich Dollmann (Würzburg, 2 februari 1882 – Frankrijk, 28 juni 1944) was een Duitse officier en Generaloberst (kolonel-generaal) tijdens de Tweede Wereldoorlog.

## Biografie
Friedrich Dollmann werd in 1882 geboren in Würzburg en ging in 1899, op 17-jarige leeftijd, het leger in. Tijdens de Eerste Wereldoorlog leidde Dollmann een artillerie-eenheid. Toen de oorlog voorbij was, bleef Dollmann in het leger, dat later Reichswehr zou worden genoemd. Hierin steeg hij snel in rang en in 1932 werd hij bevorderd tot generaal-majoor en in 1936 tot luitenant-generaal, waarbij hij de leiding had over het Mobilization District Wehrkreis IV. Verder had hij van 1934 tot 1939 het bevel over het 9e Legerkorps. In oktober 1939 kreeg hij het bevel over het 7e leger, waarmee hij Frankrijk zou binnenvallen in mei 1940. In juli 1940 werd hij opnieuw bevorderd, ditmaal tot Generaloberst. De komende vier jaar zou hij vanuit zijn hoofdkwartier in Le Mans de leiding hebben over het 7e leger, dat de opdracht had gekregen om Normandië en Bretagne te verdedigen tegen een mogelijke geallieerde invasie.

## Geallieerde invasie
Toen op 6 juni 1944 de geallieerde invasie plaatsvond, had Dollmann alleen vrij zwakke troepen tot zijn beschikking. De elitetroepen waren gelegerd in Calais, waar het Duitse opperbevel de invasie verwachtte. Zijn manschappen moesten een uitgestrekt gebied bezetten en waren niet in staat om de Amerikanen tegen te houden. Toen dezen het schiereiland Cotentin langzaam maar zeker in handen kregen en de belangrijke havenstad Cherbourg innamen, dreigde Adolf Hitler op 26 juni Dollmann en andere bevelhebbers voor de krijgsraad te slepen. Dollmann was erg getroffen door dit dreigement en stierf op 28 juni in zijn veldhoofdkwartier. Het is onduidelijk wat de doodsoorzaak was, men twijfelt tussen een hartaanval of zelfmoord.
Hij werd opgevolgd door SS-Obergruppenführer Paul Hausser, een veteraan van het oostfront.

## Militaire loopbaan
- Fahnenjunker:[4] 1 oktober 1899[5]
- Fahnenjunker-Unteroffizier: 1 november 1899[1]
- Fähnrich: 6 februari 1900[1]
- Leutnant: 4 maart 1901[1]
- Oberleutnant: 23 oktober 1910[1]
- Hauptmann: 1 oktober 1913[1][4]
- Major i.G.: 1 oktober 1921[1][4]
- Oberstleutnant i.G.: 1 april 1927[1][4]
- Oberst i.G.: 1 februari 1930[1][4] - 1 april 1930 (Patent van 1 oktober 1929)[6]
- Generalmajor: 1 oktober 1932[1][4][6]
- Generalleutnant: 1 oktober 1933[1][4][6]
- General der Artillerie: 1 april 1936[1] - 1[6] oktober 1936[4]
- Generaloberst: 19 juli 1940[1][4][3][7]

## Decoraties
- Ridderkruis van het IJzeren Kruis (nr.95) op 24 juni 1940 als General der Artillerie en Opperbevelhebber van het 7e Leger[8][9][10][4][3][1][7]
- Ridderkruis van het IJzeren Kruis met Eikenloof (nr.518) op 1 juli 1944 als Generaloberst en Opperbevelhebber van het 7e Leger (Postuum))[9][10][11][3][1][12][4]
- IJzeren Kruis 1914 , 1e Klasse[3] (21 februari 1916)[1] en 2e Klasse[3] (18 september 1914)[1]
- Herhalingsgesp bij IJzeren Kruis 1939, 1e Klasse[3] (10 maart 1940)[1] en 2e Klasse[3] (11 december 1939)[1][10][4]
- Onderscheiding voor Trouwe Dienst (Pruisen), 2e Klasse
- Orde van Militaire Verdienste (Beieren)
  - 4e Klasse met Zwaarden[4] op 16 november 1914
  - 4e Klasse met Kroon en Zwaarden 13 mei 1918[1]
- Erekruis voor Frontstrijders in de Wereldoorlog op 21 december 1934[4][1]
- Dienstonderscheiding van Leger en Marine voor (25 dienstjaren) op 2 oktober 1936[1]
  - Eikenloof (40 dienstjaren)[10]
- Beierse Prins-Regent-Luitpold Jubileummedaille op 12 maart 1905[4][1]
- Beierse Prins-Regent-Luitpold Jubileummedaille met Kroon op 24 oktober 1909[1]
- Dienstonderscheiding (Beieren), 2e Klasse op 20 juni 1918[1][4]
- Ereteken van de Duitse Verdedigingswal in 1940[4]
- Medaille ter Herinnering aan de 1e Oktober 1938[4]